# Charles Nypels
Charles Nypels (Maastricht, 31 oktober 1895 - Groesbeek, 3 januari 1952) was een Nederlands typograaf, uitgever, drukker en auteur.

## Afstamming en jeugd
Nypels was een telg uit het Nederland's Patriciaatsgeslacht Nypels. Zijn betovergrootvader, Théodore Nypels (1758-1810) was drukker en boekhandelaar en nam in 1806 de restanten van de firma Roux et Dufour over. Théodore was via zijn moeder Marie Adelaïde van Gulpen (1725-1817) een kleinzoon van Jan Tilman van Gulpen. Jan Tilman had sinds 1717 een drukkerij aan de Muntstraat in Maastricht. In het begin van de negentiende eeuw verkreeg de firma Nypels de officiële titel van "stadsdrukkerij". In 1837 werd de naam van de drukkerij veranderd in "Leiter-Nypels", aangezien de toenmalige eigenares Anne Pétronille Nypels (1789-1865), dochter van Théodore, met Mathias Leiter (1792-1849) was gehuwd. Ook zijn vader, Edouard (1854-1933) was eigenaar-directeur van Leiter-Nypels. In 1895 verhuisde de firma naar het Vrijthof.
Charles Nypels was de zoon van Edouard Nypels. Hij zat eerst op de Gemeentelijke HBS in Maastricht en later op het jezuïeteninternaat in Katwijk, maar werd in beide gevallen van school gestuurd. Nadat zijn oudere broer Jo de drukkerij had verlaten, vond vader Edouard Nypels dat Charles in de zaak moest komen.
In 1914 bleek een van Edouard Nypels' zakenpartners, Lettergieterij Amsterdam (voorheen N. Tetterode, en ook bekend als Tetterode) bereid om Charles Nypels aan te nemen als volontair, om zich zonder vaste betaling in het vak te kunnen bekwamen. Daardoor kwam hij in contact met S.H. de Roos, een van de belangrijkste Nederlandse typografen. Nypels trok in bij Jan Grégoire, een vriend uit Maastricht, en raakte eveneens bevriend met de zeventien jaar oudere Henri Jonas. Ver van huis genoot Charles van het vrije stadse leven in Amsterdam. Tegen het eind van 1916 keerde hij op last van zijn vader terug naar Maastricht, om van hem persoonlijk het vak te kunnen leren.

## Periode van bloei
Nypels' Maastrichtse woning aan de Grote Staat, door zijn vrienden ook wel Het Vaticaan genoemd, werd de ontmoetingsplaats van bekendheden als Henri Jonas, schilder Han Jelinger en beeldhouwer Charles Vos. Samen waren ze lid van de Bende van De Suisse, een groep cultuurliefhebbers die vele avonden doorbracht in het Café Suisse aan het Vrijthof te Maastricht. Per 1 januari 1917 werd Nypels een jaarsalaris toegekend van 2000 gulden, een aanzienlijk bedrag voor een 21-jarige. In 1919 werd dat verhoogd tot 3000 gulden. Op 18 april 1922 huwde Charles Nypels met Germaine Malherbe uit Luik. Uit dit huwelijk werden twee dochters geboren: Anne en Germaine. Vanaf dat moment had hij recht op een derde deel van de winst van de drukkerij, wat in het eerste jaar een salaris van 6500 gulden betekende. Nypels had een voorkeur voor mooi, maar kostbaar drukwerk. Hij schafte de letter Hollandsche Mediaeval aan, ontworpen door zijn leermeester S.H. de Roos, en bestelde exclusieve papiersoorten in Japan en de Verenigde Staten.
Vanaf het jaar 1920 deed Nypels een aantal opzienbarende publicaties het licht zien, waarin hij meteen een geheel eigen stijl vertoonde. De oplagen varieerden tussen enkele tientallen en enkele honderden exemplaren. De boeken zijn gedrukt op geschept papier en werden vaak voorzien van illustraties, initialen en gedecoreerde omslagen. Van zijn tijdgenoten A.A.M. Stols en J. van Krimpen, die met Nypels de bekendste Nederlandse typografen uit het interbellum waren, onderscheidde Nypels zich door een iets minder klassieke vormgeving. Waar Stols en Van Krimpen door de Engelse private press-typografie geïnspireerd werden, die dichter in de buurt komt van de drukkunst uit de periode 1450-1550, koos Nypels voor een door moderne Franse typografen beïnvloede vormgeving, die meer de art-deco-kant uitging, met opvallende titelpagina's en soms ongewoon kleurgebruik.
Zijn vormgeving van Ronsards Les Sonnets pour Hélène uit 1924 voor de Franse uitgeverij van bibliofiele boeken La Connaissance sloeg in: de 380 exemplaren van het bijna 200 pagina's tellende boek waren in twee weken uitverkocht. Een ander opvallend boek is La prophétie de Ioël (1923), voorzien van een veelkleurige illustratie en initialen van Henri Jonas en een nadrukkelijke typografie.
Toen in 1925 het katholieke literaire tijdschrift De Gemeenschap in Utrecht werd opgericht, liet Nypels zich er meteen bij betrekken. In de tweede helft van de jaren twintig verzorgde hij de typografie van een aantal door het tijdschrift uitgegeven boeken, onder meer De lamp van Diogenes van Marsman en Oost-Azië van Slauerhoff. 

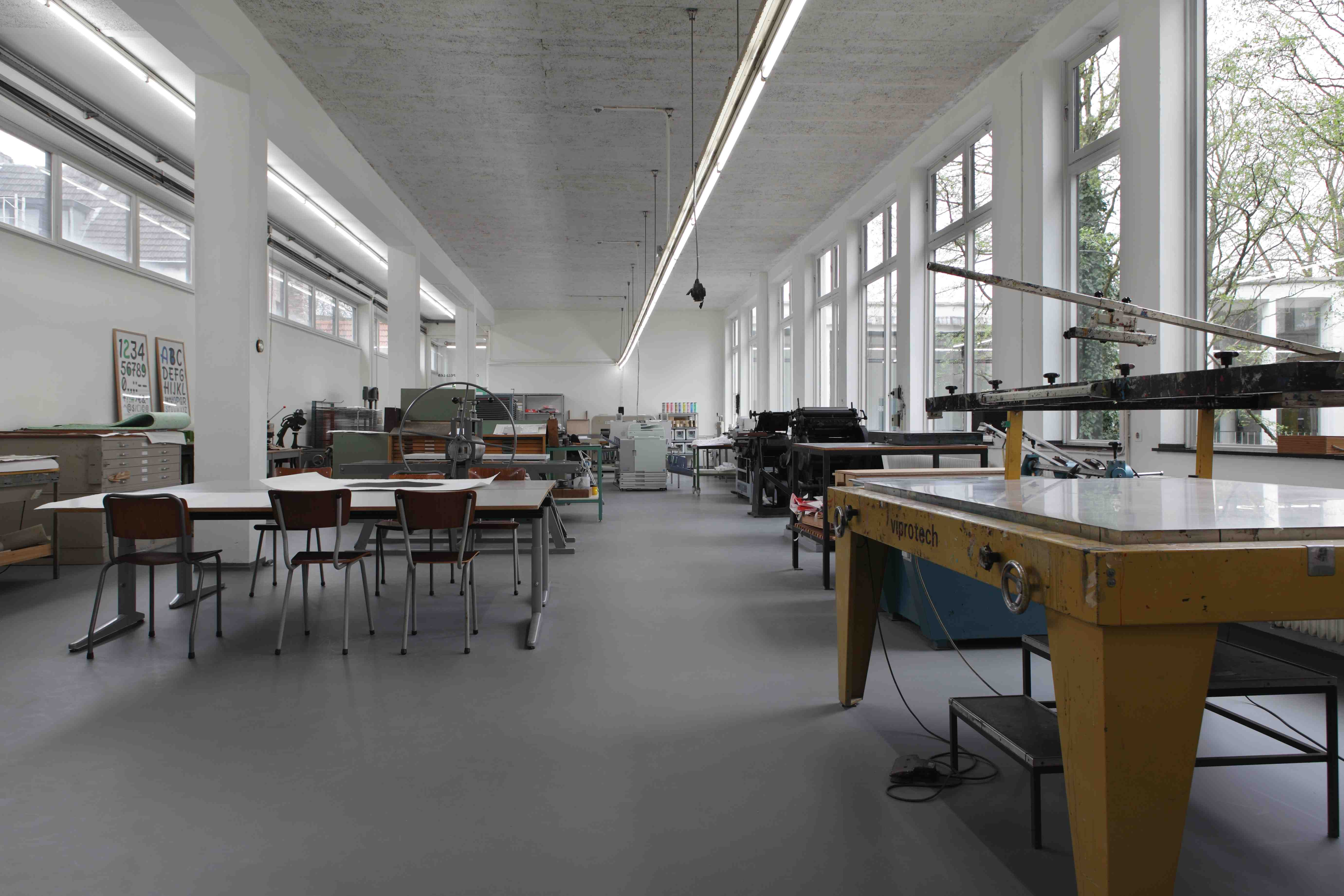
Het Charles Nypels Print Lab in de Jan van Eyck Academie in Maastricht, een eerbetoon aan Nypels

Nypels' prachtige uitgave van Don Quichotte (1929) bracht zijn bedrijf echter op de rand van de afgrond. Dit boek geldt als een van de beste werken van Nypels, met houtsneden in kleuren van Hermann Paul, initialen van De Roos en monumentale titelpagina's van Nypels zelf. Maar de luxueuze boekproductie in vier delen kostte veel geld, terwijl juist in dat jaar door de beurskrach de markt voor dure boeken instortte. 

## Latere jaren
In 1930 werd Nypels tot directeur benoemd van de onderneming, maar al snel stelde vader Nypels broer George aan, om te verhinderen dat de schulden verder zouden oplopen. Twee jaar later verscheen Tuin van Eros van Jan Engelman, de eerste - en enige - private-press-uitgave van Charles Nypels, 'Centum Nec Plura' (Latijn voor Honderd exemplaren en niet meer, maar 'CNP' betekent natuurlijk ook 'Charles Nypels Pers'). 
In 1934 werd de Uitgeverij Charles Nypels te Amsterdam opgericht. Later verhuisde Nypels naar Utrecht, waar ook zijn vriend Cornelis Vos, de directeur van De Gemeenschap woonde.
In juni 1945 was hij medeoprichter van Stichting De Roos, genoemd naar boekverzorger en letterontwerper S.H. de Roos. Het doel van de stichting is het uitgeven van (geïllustreerde) literaire uitgaven voor bibliofielen, die in een oplage van 175 exemplaren geproduceerd worden.
Charles Nypels overleed op 56-jarige leeftijd in het sanatorium Dekkerswald bij Groesbeek, waar hij de laatste jaren van zijn leven verpleegd werd. De uitvaartdienst geschiedde in de Cenakelkerk op de Heilig Landstichting onder leiding van Frits van der Meer. Begraven werd Nypels bij de St. Michaelkerk in De Bilt, waar een van zijn kinderen woonde.
Op 31 oktober 1985, negentig jaar na zijn geboorte, werd door vrienden en beroepsgenoten de Charles Nypels Foundation in het leven geroepen. Deze stichting kent iedere drie jaar de Charles Nypels Prijs toe.